# Prażucha ziemniaczana
Prażucha ziemniaczana lub fusier – potrawa z ugotowanych na miękko ziemniaków z dodatkiem zaparzonej mąki, utłuczonych i wymieszanych na homogenną masę, podawana na gorąco pod postacią klusek formowanych łyżką i okraszonych skwarkami ze słoniny lub wędzonego boczku, ewentualnie z dodatkiem usmażonej, drobno posiekanej cebuli. 

## Nazwy potrawy
Prażucha ziemniaczana znana jest pod różnymi nazwami: porka (pod tą nazwą znana w województwie świętokrzyskim), psiocha, fusia, fuszer, fusier, lemieszka ziemniaczana albo kulasza (pod tymi nazwami znana na Lubelszczyźnie) lub prażucha z ziemniaków. Kluchy połom bite to oficjalnie uznany regionalny wariant potrawy wykonywany przez ubijanie przy użyciu specjalnej drewnianej pałki (połki).

## Charakterystyka
Do sporządzenia potrawy stosuje się uprzednio obrane ze skórki i ugotowane w osolonej wodzie do miękkości ziemniaki oraz mąkę (pszenną, jęczmienną lub żytnią chlebową), którą zaparza się podczas gotowania ziemniaków lub dodaje do już ugotowanych i lekko odcedzonych ziemniaków, miesza i podgrzewa przez kilka minut aż do utraty surowości. Stosunek ziemniaków do mąki pszennej wynosi w przybliżeniu 10:1. Duszenie (zaparzanie, prażenie) mąki wraz z gotującymi się ziemniakami (lub zasmażenie mąki na maśle przed dodaniem do ugotowanych ziemniaków) ma na celu utratę surowości. Po dokładnym wymieszaniu i utłuczeniu potrawa ma postać gęstej, szklistej, jednolitej masy i jest spożywana na gorąco. Dobrze komponuje się z zsiadłym mlekiem i kiszonym ogórkiem. To proste, tanie, łatwe do przyrządzenia i pożywne danie chłopskie jest znane m.in. w Małopolsce, Wielkopolsce, na Kujawach oraz w Zagłębiu Dąbrowskim. Danie można serwować przez cały rok i spożywać natychmiast po przyrządzeniu lub odsmażone.

## Sposoby podania
Przed podaniem na talerzu z gotowej masy ziemniaczano-mącznej formuje się za pomocą łyżki umoczonej w tłuszczu porcje prażuchy, rodzaj klusek, które są nazywane prazokami, prażakami, prażonkami, prażuchami, prożuchami, a także, nieco odmiennie, dziadami, masołami oraz sytochami. Podawane są one najczęściej polane wytopionym tłuszczem ze skwarkami ze słoniny lub boczku, ewentualnie usmażonymi razem z dodatkiem posiekanej cebuli. Całość można udekorować kleksem z kwaśnej śmietany. Można też podawać potrawę w formie kopczyka z wgłębieniem na środku, do którego wlewa się sos z podsmażonej cebuli ze skwarkami i śmietaną. "Czystą" prażuchę ziemniaczaną można także podawać do mięsa, polewać różnymi sosami lub zrobić z niej kluseczki, tzw. gałuski.

## Wariant z mąką zasmażoną
Wariantem potrawy jest jej przygotowanie przy użyciu mąki uprzednio zasmażonej na patelni na maśle na złoty kolor, zamiast zaparzania lub duszenia podczas gotowania ziemniaków. Zasmażenie mąki sprawia, że traci ona swoją surowość.